# Lège-Cap-Ferret
Lège-Cap-Ferret è un comune francese di 7 663 abitanti situato nel dipartimento della Gironda nella regione Nuova Aquitania.

## Geografia fisica
Il territorio comunale si estende lungo tutta l'omonima penisola che separa il bacino di Arcachon dall'Oceano Atlantico, per una lunghezza tra i 20 ed i 30 km. Esso si compone di una dozzina di villaggi (procedendo dal centro cerso il Capo Ferret):
- Claouey
- Les Jacquets (porto d'ostricoltura)
- Le Four (porto d'ostricoltura)
- Petit Piquey
- Grand Piquey
- Piraillan (porto d'ostricoltura, bacino naturale)
- Le Canon (villaggio di pescatori che organizza la Festa del Mare verso il 15 agosto)
- L'Herbe (villaggio d'ostricoltura)
- La Vigne (porto turistico)
- Cap Ferret

## Società

### Evoluzione demografica
Abitanti censiti

## Amministrazione

### Gemellaggi
- Úbeda, dal 1989 (Andalusia)
- Sandhausen, dal 1980 (Baden-Württemberg)